# Jason Scott Lee
Jason Scott Lee (Los Angeles, 19 novembre 1966) è un attore statunitense.

## Biografia
Lee è nato a Los Angeles ed è cresciuto nelle isole Hawaii. Ha origini cinesi e, come discendente di terza-generazione sino-americana, è tre quarti sino-americano e un quarto hawaiano. Nella metà degli anni novanta, Lee interpretò alcuni ruoli in film di rilievo. Per il film Dragon - La storia di Bruce Lee è stato scelto come secondo candidato (il primo era Brandon Lee, figlio di Bruce, che rifiutò il ruolo); dopo il film, divenne allenatore qualificato di Jeet Kune Do, addestrato da uno dei veri allievi di Bruce Lee, Jerry Poteet (1936–2012).
Nel 2000, recita nel ruolo del Re del Siam nel musical The King and I con Elaine Paige. Ha ottenuto una notevole celebrità, sebbene tuttora continui a essere scritturato per interpretare ruoli secondari. Ha interpretato e diretto alcuni documentari, tra cui The Slanted Screen nel 2006 diretto da Jeff Adachi sulla vita degli asiatici a Hollywood.

## Filmografia

### Attore

#### Cinema
- Born in East L.A. , regia di Cheech Marin (1987)
- Ritorno al futuro - Parte II (Back to the Future - Part II), regia di Robert Zemeckis (1989)
- Ghoulies III - Anche i mostri vanno al college (Ghoulies III: Ghoulies Go to College), regia di John Carl Buechler (1991)
- Avik e Albertine (Map of the Human Heart), regia di Vincent Ward (1992)
- Dragon - La storia di Bruce Lee (Dragon: The Bruce Lee Story), regia di Rob Cohen (1993)
- Rapa Nui, regia di Kevin Reynolds (1994)
- Mowgli - Il libro della giungla (The Jungle Book), regia di Stephen Sommers (1994)
- Il prezzo della vita (Picture Bride), regia di Kayo Hatta (1995)
- L'omicidio nella mente (Murder in Mind), regia di Andrew Morahan (1997)
- Soldier, regia di Paul W. S. Anderson (1998)
- Talos - L'ombra del faraone (Talos of the mummy), regia di Russell Mulcahy (1998)
- Dracula II: Ascension, regia di Patrick Lussier (2003)
- Timecop 2: The Berlin Decision, regia di Steve Boyum (2003)
- Dracula 3: Il Testamento (Dracula III: Legacy), regia di Patrick Lussier (2005)
- Only the Brave, regia di Lane Nishikawa (2005)
- Nomad - The Warrior (Nomad), Sergej Vladimirovič Bodrov e Ivan Passer (2005)
- The Slanted Screen, regia di Jeff Adachi (2006)
- Balls of fury (Balls of Fury), regia di Robert Ben Garant (2007)
- Dance of the Dragon, regia di Max Mannix e John Radel (2008)
- Strange Frame: Love & Sax, regia di G.B. Hajim (2009)
- Il settimo figlio (Seventh Son), regia di Sergej Vladimirovič Bodrov (2014)
- Burn Your Maps, regia di Jordan Roberts (2016)
- Alaska Is a Drag, regia di Shaz Bennett (2016)
- Crouching Tiger, Hidden Dragon: Sword of Destiny, regia di Yuen Wo Ping (2016)
- Mulan, regia di Niki Caro (2020)
- Lilo & Stitch, regia di Dean Fleischer Camp (2025)

#### Televisione
- Matlock - serie TV, 2 episodi (1988)
- Wolf – serie TV, 6 episodi, regia di Bill Corcoran e Rod Holcomb (1989)
- CBS Schoolbreak Special – serie TV, 4 episodi (1990)
- Doppia identità (The Lookalike), regia di Gary Nelson - film TV (1990)
- Vestige of Honor – Film TV (1990)
- The Hunger (The Hunger) - serie TV, 4 episodi (1997)
- Il principe delle favole (Arabian Nights) – miniserie TV (2000)
- La profezia: Prima della fine (The Prophecy: Forsaken), regia di Joel Soisson (V) (2005)
- Hawaii Five-0 – serie TV, 3 episodi (2010-2013)
- Dottoressa Doogie – serie TV, 10 episodi (2021)

### Doppiatore
- Lilo & Stitch, regia di Dean DeBlois e Chris Sanders (2002)
- Lilo & Stitch 2 - Che disastro Stitch! (Lilo & Stitch 2: Stitch Has a Glitch), regia di Michael LaBash e Anthony Leondis (2005)

## Doppiatori italiani
Nelle versioni in italiano delle opere in cui ha recitato, Jason Scott Lee è stato doppiato da:
- Fabio Boccanera in Rapa Nui, Mowgli - Il libro della giungla, Dracula II: Ascension, Hawaii Five-0 (ep. 1x08 e 3x13), Crouching Tiger, Hidden Dragon: Sword of Destiny
- Simone Mori in Mulan, Dottoressa Doogie
- Oreste Baldini in Avik e Albertine
- Sandro Acerbo in Dragon - La storia di Bruce Lee
- Stefano De Sando in Talos - L'ombra del faraone
- Nanni Baldini in Le mille e una notte
- Andrea Lavagnino in Hawaii Five-0 (ep. 2x19)
- Marco Giansante ne Il settimo figlio
- Giorgio Paoni in Lilo & Stitch (2025)

Da doppiatore è sostituito da:
- Nanni Baldini in Lilo & Stitch (2002), Lilo & Stitch 2 - Che disastro Stitch!